# Point de vue (magazine)
Pour les articles homonymes, voir Point de vue.
Point de vue est un magazine hebdomadaire fondé en 1945 et édité par la société Royalement Vôtre Éditions.
Spécialisé dans l’actualité du gotha, des familles royales et des « people d’exception », le titre appartient de 2005 à 2018 au Groupe L'Express puis à Altice.
En juillet 2018, il est repris par Adélaïde de Clermont-Tonnerre, directrice de la rédaction associée à Artémis, la holding de la famille Pinault (groupe Kering), des sociétés d’investissement Audacia - dirigée par Charles Beigbeder et Alexis Dyèvre - et IDI - fondée par Christian Langlois-Meurinne - ainsi que de l'homme de télévision Stéphane Bern.
En janvier 2024, Artémis, la holding de la famille Pinault, rentré au capital en 2018 de l'éditeur Royalement Vôtre qui édite Point de vue, annonce avoir racheté les parts de l'IDI et d'Audacia. Stéphane Bern sort du capital de l'éditeur.

## Historique
Afin de remplacer la référence Match (ancêtre de Paris Match) sous séquestre, Point de vue a été lancé le 23 mars 1945 par des anciens des Forces françaises libres (FFL) :
- Marcel Bleustein-Blanchet, fondateur de Publicis, qui lui a trouvé son titre Point de vue alors qu'il était à Londres ;
- Lazare Rachline, alias Lucien Rachet ou « Socrate », industriel, un des fondateurs de la LICRA, représentant du général de Gaulle pour la libération de Paris ;
- Général Édouard Corniglion-Molinier, patron des Studios de la Victorine, producteur de Drôle de drame (film de Marcel Carné), compagnon de la Libération et homme politique de la IVe République. C'est lui qui a eu l'idée de créer un « magazine d'information illustré ».

Le premier éditorial a été rédigé par Raymond Aron.

### Point de vue, Images du monde
Le 27 mai 1948, l’hebdomadaire est racheté par sa concurrente Images du monde, revue fondée le 30 décembre 1944 par les frères Jean et Hubert Monmarché, fils de Marcel Monmarché, créateur des Guides bleus, et portée par le puissant groupe de presse d’Émilien Amaury.
Point de vue, Images du monde est alors dirigé par Albert Plécy, spécialiste de la photographie, fondateur des prix Nadar et Niépce, il est l'un des trois fondateurs emblématiques de l'association des Gens d'images.
Au sein de Point de vue, Images du monde, il anime de 1953 à 1977 le « Salon permanent de la photo » où il rend hommage aux photographes illustrateurs.
De grands noms de la photographie réalisent des reportages pour la revue : Robert Doisneau, Willy Ronis, Lartigue, Jean-Philippe Charbonnier, Jean Dieuzaide, Willy Rizzo, Brassaï Roger Henrard et des membres de l’agence Magnum tels que Henri Cartier-Bresson, Robert Capa, Werner Bischof.
Le premier numéro du magazine ayant eu sa une en couleurs est celui daté du 14 février 1952 et concerne l'accession au trône britannique d’Élisabeth II.
À partir des années 1960, il devient une référence en matière de têtes couronnées. De 1958 à 1988, la revue a pour slogan : « Le Magazine de l’actualité heureuse et princière ». Le magazine accueille dans ses colonnes des chroniques régulières de l'humoriste Randal Lemoine et du docteur animalier Fernand Méry, et comporte plusieurs pages dédiées à l'humour et aux dessins humoristiques, dont ceux de Sennep qui réalise un dessin politique hebdomadaire commentant l'actualitè, Jean Bellus, Jacques Faizant, Kiraz, Raymond Peynet, etc.
À la mort d’Émilien Amaury en 1977, sa fille Francine hérite du titre et s’associe avec Maurice Brébart pour constituer un nouveau groupe Du Hennin qui fera faillite en 1986.
Il perd sa dénomination Images du monde (utilisée désormais pour les hors-séries trimestriels depuis 2006) dans les années 1990.
Sans le rachat de Laure Boulay de La Meurthe et le soutien de l’homme d’affaires Jimmy Goldsmith, Point de vue, Images du monde était voué à la disparition certaine. Cette arrière-petite-fille du duc de Guise va en faire un magazine moderne, en quadrichromie, ouvrant les pages au grand reportage et aux enquêtes sur le gotha.
Réalisé en quelques heures après l’accident mortel de la princesse de Galles, le numéro 2563 daté du 3 septembre 1997 et intitulé « La tragédie », est la plus grande vente de l’histoire du titre avec un tirage de 850 000 exemplaires.

### Point de vue
En janvier 2004, Colombe Pringle prend la direction de la rédaction de l'hebdomadaire et réoriente la ligne éditoriale en introduisant des sujets consacrés au design, à l’art contemporain et aux créateurs du mode, et en lançant la mode journalistique du « peopolitique ».
La revue se fait  connaître, en décembre 2007, par le scoop révélant l’idylle de Carla Bruni et du président Nicolas Sarkozy. Point de vue est élu meilleur magazine people de l'année.
Depuis novembre 2013, Point de vue est dirigé par la journaliste et auteure Adélaïde de Clermont-Tonnerre, devenue sa directrice, et par Nathalie Lourau, directrice adjointe. Adélaïde de Clermont-Tonnerre, nièce de Laure Boulay de La Meurthe, rachète l'hebdomadaire à Altice en juillet 2018 pour 11,8 millions d’euros.
Le titre poursuit la tradition des numéros consacrés aux couronnements, mariages, naissances dans les familles royales et princières, tout en consacrant des pages à l’histoire, au patrimoine, à la mode et à haute joaillerie, à l’art de vivre et à la culture sous toutes ses formes.
Point de vue fait partie des cinq titres français les plus lus à l’étranger. Et même le numéro 1 en Italie. En 2018, le magazine est diffusé en moyenne à 154 901 exemplaires payants en France et 41 049 dans le reste du monde.